# وزارة الصناعة وتكنولوجيا المعلومات (الصين)
وزارة الصناعة وتكنولوجيا المعلومات الصينية (بالصينية: 中华人民共和国工业和信息化部) هي وزارة حكومية في جمهورية الصين الشعبية مسؤولة عن تنظيم وتطوير خدمات البريد والإنترنت، وشبكات الإتصال اللاسلكي، والبث، والاتصالات، وإنتاج السلع الإلكترونية والمعلومات، وصناعة البرمجيات وتعزيز اقتصاد المعرفة الوطني. تأسست الوزراة في مارس عام 2008.

## وصلات خارجية
- الموقع الرسمي لوزارة الصناعة وتكنولوجيا المعلومات
- موقع صناعة المعلومات الصينية